# Национальное собрание дровосеков — Собрание за Габон
Национальное собрание дровосеков — Собрание за Габон (Национальное объединение лесорубов — Объединение за Габон, фр. Rassemblement National des Bûcherons–Rassemblement pour le Gabon, RNB–RPG) — политическая партия в Габоне.

## История
Партия была основана в 1990 году как Движение за национальное восстановление — Лесорубы (Mouvement de Redressement National–Bûcherons, MORENA–Bûcherons), отколовшись от Движения за национальное восстановление. На парламентских выборах 1990 года она получила 20 из 120 мест в Национальном собрании, став крупнейшей оппозиционной партией. В феврале 1991 года он был переименован в «Национальное собрание лесорубов» (RNB).
RNB выдвинуло Поля Мба Абессоле своим кандидатом на президентских выборах 1993 года; Он занял 2 место с 26,5% голосов. Хотя партия получила большинство оспариваемых мест на местных выборах 1996 года, на парламентских выборах 1996 года количество мест партии в Национальном собрание до 7 мест. Однако в следующем году Мба Абессоле был избран мэром Либревиля, где RNB имело большинство в муниципальном совете.
В 1998 году от партии откололся блок «Национальное собрание лесорубов - Демократическое» (Rassemblement National des Bûcherons–Democratique ,RNB–D), во главе которой стал Комбила, Пьер-Андре. На президентских выборах в конце года Мба Абессоле занял 3 место  с 13% голосов, а Комбила — 4 с 1,5%.
В 2000 году партия приняла название «Собрание за Габон», но именовалась Национальное собрание дровосеков — Собрание за Габон. На парламентских выборах 2001 года партия получила в общей сложности 8 мест.
RNB–RPG не выдвигала кандидата на президентских выборах 2005 года, но участвовала в парламентских выборах 2006 года в составе блока сторонников PDG, сохранив за собой 8 мест. Хотя Мба Абессоле был выдвинут в качестве кандидата от партии на президентских выборах 2009 года, он отказался от своей кандидатуры в пользу независимого кандидата Андре Мба Обаме. На парламентских выборах 2011 года количество мест в парламенте сократилось до 3.

## Партия на выборах

### Президентские выборы
| Год  | Кандидат от партии | Голоса  | %      | Результат |
| ---- | ------------------ | ------- | ------ | --------- |
| 1993 | Поль Мба Абессоле  | 110,747 | 26,51% | Проигрыш  |
| 1998 | Поль Мба Абессоле  | 41,701  | 13,16% | Проигрыш  |
| 2005 | Не участвовала     |         |        |           |
| 2009 | Андре Мба Обаме    | 88,026  | 25,88% | Проигрыш  |
| 2016 | Поль Мба Абессоле  | 761     | 0,21%  | Проигрыш  |

### Выборы в Национальное собрание
| Год  | Места     | ±    | Место | Результат        |
| ---- | --------- | ---- | ----- | ---------------- |
| 1990 | 20 из 120 | ▲ 20 | ▲ 2   | Оппозиция        |
| 1996 | 7 из 120  | ▼ 13 | ▼ 3   | Оппозиция        |
| 2001 | 8 из 120  | ▲ 1  | ▲ 2   | Оппозиция        |
| 2006 | 8 из 120  | ▬    | ▬ 2   | Оппозиция        |
| 2011 | 3 из 120  | ▼ 5  | ▬ 2   | Оппозиция        |
| 2018 | 0 из 120  | ▼ 3  | ▼ 14  | Внепарламентская |

### Выборы в Сенат
| Год  | Места    | ±    | Место | Результат        |
| ---- | -------- | ---- | ----- | ---------------- |
| 1997 | 19 из 92 | ▲ 19 | ▲ 2   | Оппозиция        |
| 2003 | 8 из 92  | ▼ 11 | ▬ 2   | Оппозиция        |
| 2009 | 6 из 92  | ▼ 2  | ▲ 2   | Оппозиция        |
| 1997 | 0 из 92  | ▼ 2  |       | Внепарламентская |